# Melon (音楽サービス)
MelOn（メロン、韓: 멜론）は、KakaoMが運営する韓国の音楽ストリーミング配信サービスを提供するオンラインミュージックストア。

## 概要
メロンは韓国最大の音楽サブスクリプションサービスで、2800万人以上が加入している。ユーザーは音楽ビデオや音楽ビデオをストリーミングおよびダウンロード利用できるようになっている。「MelOn（メロン）」の名称は「melody on」に由来する。